# Marcgravia comosa
Marcgravia comosa är en tvåhjärtbladig växtart som beskrevs av Presl. Marcgravia comosa ingår i släktet Marcgravia och familjen Marcgraviaceae. Inga underarter finns listade i Catalogue of Life.